# ATP Challenger Indianapolis
Das ATP Challenger Indianapolis (offizieller Name: Rajeev Ram Foundation Indy Challenger) war ein 2022 einmalig stattfindendes Tennisturnier in Indianapolis, Indiana, Vereinigte Staaten. Es war Teil der ATP Challenger Tour und wurde in der Halle auf Hartplatz ausgetragen.

## Liste der Sieger

### Einzel
| Jahr | Sieger    | Finalgegner          | Ergebnis          |
| ---- | --------- | -------------------- | ----------------- |
| 2022 | Wu Yibing | Aleksandar Kovacevic | 6:710, 7:613, 6:3 |

### Doppel
| Jahr | Sieger                         | Finalgegner             | Ergebnis          |
| ---- | ------------------------------ | ----------------------- | ----------------- |
| 2022 | Hans Hach Verdugo Hunter Reese | Purav Raja Divij Sharan | 7:63, 3:6, [10:7] |